# Songs of Conquest
Songs of Conquest — покрокова стратегія, розроблена компанією Lavapotion під видавництвом Coffee Stain Publishing. Гра натхненна класикою покрокових стратегій 90-х років — Heroes of Might and Magic III. Випуск у ранньому доступі відбувся 20 травня 2024 року для Microsoft Windows і OS X. 12 листопада 2024 року вона видана також для PlayStation 5 і Xbox Series, а в березні 2025 для iOS і Android.
У цій грі пропонується грати за одне з 4 угруповань, розширювати їхні володіння та вести війська в бій з допомогою чаровладників — потужних чарівників-воєвод.

## Ігровий процес

### Основи
Це суміш покрокової стратегічної й пригодницької ігор. Стратегічна складова полягає в розбудові й розширенні своїх земель шляхом наймання чаровладиків і військ, будівництва й поліпшення різних будівель, а також покрокових боїв-сутичок. Пригодницька складова полягає в фентезійному оповіданні, яке гра показує з допомогою поєднання двовимірного піксельного стилю, тривимірного довкілля й глибокої системи освітлення.
У Songs of Conquest передбачені режими кампанії з серії місій та окремих місій. Грати можна як одноосібно, так і по мережі разом з іншими людьми чи локально проти комп'ютера. Songs of Conquest містить 4 угрупування (і 2 додаткових із доповнень), що мають власних чаровладиків, війська, споруди та стратегічні особливості: Арлеон, Барія, Баронство Лот і Рана.
Гра відбувається впродовж ходів, за кожен з яких гравець може виконати обмежену кількість дій. Головні персонажі — це чаровладники, що водять з собою армії та підтримують їх у боях чарами. Чаровладники мають обмеження на кількість і розмір загонів. Стандартно на початку він може володіти трьома загонами, максимальний розмір яких визначається типом істот. Гра орієнтована на те, щоб кожен окремий чаровладник наймав не всіх можливих істот, а обмежений набір, і потім удосконалював їх. Сам чаровладник, заробляючи за успіхи досвід, отримує очки розвитку, за які розвиває власні характеристики та характеристики армії. Він також може екіпірувати одяг, обладунки, зброю та артефакти, що надають нові можливості чи змінюють характеристики.
Бої відбуваються на полі з шестикутною розміткою. Перед початком бою пропонується оглянути територію та розставити війська. Поле бою може містити різний рельєф і перешкоди. Кожен загін відображається як істота з позначкою кількості бійців. Гравець і суперник ходять почергово, віддаючи накази військам рухатися, атакувати, використовувати спеціальні здібності. Чаровладники підтримують війська чарами. Для чарування витрачається запас «есенції», яку щоходу генерують війська (додатково чаровладник може володіти початковим запасом есенції). Нові чари відкриваються в міру розвитку чаровладника. Якщо гравець впевнений у своїх силах, то може покластися на автоматичний розрахунок результатів битви, не керуючи її перебігом особисто.
Щоб наймати та вдосконалювати війська, потрібно володіти поселеннями. Залежно від розміру поселення, в ньому дозволяється звести різні будівлі. Майданчиків для будівництва обмежена кількість і вони різні за розміром. Тому зазвичай одного поселення недостатньо для ведення успішної експансії. В поселенні можна залишити гарнізон, який захищатиме його в разі нападу ворогів. Як правило, чаровладник повинен відвідати поселення, щоб найняти там загони. Але збудувавши в поселенні точку збору, він здатен наймати загони з інших поселень і вони будуть доставлені в точку збору миттєво.
Для будівництва, найму чаровладників і військ, покупки спорядження тощо потрібні ресурси. Це золото, дерево, каміння, прадавній бурштин, сяйвовна та небесна руда. Ресурси можна знайти на місцевості, купити (якщо гравець збудував ринок) чи отримувати їх щоходу з постійних джерел, які потрібно захопити чи збудувати в поселеннях.

### Угрупування
- Арлеон — залишки імперії, поділені на ворогуючі баронства. Основу їхньої армії складає союз лицарів і фей[9]. Основу війська Арлеона складають стрільці, тоді як чарів у арсеналі обмаль. Більшість військ потребують додаткового захисту чарами. На пізніх етапах гри угрупування отримує доступ до нових і потужних бойових одиниць[10]. Кампанія за Арлеон присвячена Сесілії Стоунгарт, новій баронесі, котра отримала владу в часи розбрату. Вона бореться за те, щоб утриматися при владі та перемогти ворогів, які окупувати її баронство[11].
- Рана — жителі боліт, поневолені в минулому людьми[9]. Війська Рани вразливі, проте швидкі і сильні в ближньому бою. Тому для цього угрупування критично важливо встигати атакувати першим[12]. Головний герой кампанії — Раск, який, звільнившись із шахт, збирає армію, щоб повернутися на батьківщину та визволити її[11].
- Баронство Лот — сектанти, що прагнуть відродити імперію за допомогою ожилих мерців і воскресити імператрицю Аврелію[9]. Баронство зосереджене на використанні численних, але вразливих загонів. У цьому йому допомагає здатність воскрешати частину вбитих ворогів і ставити їх собі на службу. Завдяки цьому Баронство легко генерує багато есенції та компенсує вразливість військ швидким доступом до потужних чарів[13].
- Барія — колишня частина імперії, що утворила купецькі держави[9]. Барія покладається на точну взаємодію військ, їх посилення чаровладниками та розвиток технологій. Вона менше залежить від чаклування, ніж Арлеон і Баронство Лот[14]. Головний герой — майстер Біґлі Сазердунський, який, щоб розплатитися з боргами своєї родини та повернути собі свободу, вирушає на останнє завдання[11].
- Ванір — додане в доповненні, виданому 17 грудня 2024 року. Зосереджене на народі ванів — барійських боржників та арлеонських переселенців. Істоти та герої цього угрупування натхненні скандинавською міфологією. Не мають окремої кампанії[15][16].
- Корені — додане в доповненні, виданому 17 червня 2025 року. Корені — це мешканці лісів, симбіотичні організми, які включають рослин, грибів, тварин і останки померлих у Диколіссі. Вони мають рівний доступ до всіх видів есенції, але кожний загін виробляє тільки один її вид. Натомість, якщо він стає поруч із іншим загоном, то обидва вступають у симбіоз, і перший на початку ходу створює додатковий вид есенції. Таким чином чаровладники Коренів володіють потужною магією, але дуже залежать від розташування військ. Не мають окремої кампанії[17].

Кампанії за кожне угрупування можна проходити в будь-якому порядку, але кампанія за Арлеон містить навчання основам гри, тому задумана як перша. Кожна кампанія складається з чотирьох місій, які доповнюються піснями в виконанні барда. Гравці можуть створювати власні місії й кампанії та ділитися ними з іншими гравцями.

## Сюжет

### Стаутгартська пісня
Після смерті батька баронеса Сесілія успадковує шляхетний дім Стаутгартів. Вона очолює невелике військо, щоб знищити розбійників, але стикається з найманцями Барії, котрі окупували її землі. Сесілія кличе на допомогу свою подругу Вілью Гостроскельну. Однак, їй доводиться обирати: виступити проти барійської чаровладниці леді Гаммонд або допомогти другові Перадіну, що зіткнувся з агресією фей. Сесілія відправляє Вілью боротися проти леді Гаммонд і поспішає до Перадіна. Там з'ясовується, що феї розгнівані на людей через вторгнення баронства Лот, яке піднімає мерців, отруюючи ліси. Сесілії вдається переконати ватажків фей Ґно та Джандру Штормовицю у своїх добрих намірах і отримати їхні війська. Армія чаровладниці атакує столицю баронства Лот, Сіроверш. Перемігши, Сесілія чує голос давно померлої імператриці Аврелії, яка каже, що вражена її зусиллями.

### З попелу
Барійський барон Хав'єр Шовкопряд звільняє раба Раска і той вирішує повернутися на батьківщину, в болотяну країну Рана. Він звільняє рабів і пробуджує в собі здібності чаровладника. Раску вдається приручити птаха і осідлати його. Цим він здійснює пророцтво про визволителя, що поверне Рані свободу. На заваді стають барійці та арлеонці, що бачать у жителях боліт лише рабів. Дехто з ранійців живуть на волі, але переховуються і звинувачують Раска, що той накликав на них біду. Дорогою на батьківщину Раск зустрічає П'ча, який розповідає, що перемогти ворогів неможливо без допомоги ящерів ездр. Ездри розшукують спосіб повернути драконів і з їх допомогою перемогти своїх гнобителів. Однак, Раск не встигає врятувати місто ездр. Тоді виявляється, що ездри і є драконами, вони лише забули як на них перетворюватися. Отримавши таку несподівану підмогу, Раск розбиває ворогів і повертається в рідну Мочарію.

### Разом для неї
Барон Альд Лотський збирає данину, яку заборгував Стаутгартам. Він бачить, що люди потерпають через повінь і відмовляється забирати в них гроші. Згодом він зустрічає таємне товариство Незримих, що займається пошуками знань і реліквій часів імператриці Аврелії. Альд вірить в його шляхетну мету і наївно допомагає. Насправді Незримі виконують завдання Магнолії, що бажає воскресити імператрицю. Вчений Гіллар у той час прагне з'ясувати суть присяги Аврелії. Він дізнається, що Аврелія шукала безсмертя і створила присягу: всі, хто давали її, ставали вічними слугами імператриці й не могли остаточно померти. Лицар Родерік допомагає йому розшукати урну з прахом Аврелії та залучає на свій бік винахідника Вседума. Не розуміючи справжніх намірів баронства Лот, Вседум відновлює вежі «світочі могутності», за допомогою яких Аврелія в давнину перемогла драконів і позбавила ранійців переваги. Усвідомивши призначення світочів — витягувати магічну енергію з довкілля — Вседум тікає. Гіллар отримує герб Аврелії, за допомогою якого воскрешає імператрицю.

### Ціна свободи
Біґлі Сазердунський — старий чаровладник, який все життя відпрацьовував борг своєї родини. Його останнім завданням, щоб отримати свободу, стає розшукати герб Аврелії. Він знаходить герб і передає його Бурштині, яка потім вручає герб Гіллару. Та згодом він зустрічає Вседума й дізнається про плани баронства Лот захопити світочі, розташовані в Барії. Німандер Бриз і леді Гаммонд об'єднують зусилля, щоб завадити з одного боку баронству Лот, а з іншого ранійцям, які хочуть знищити канали й повернути в Мочарію воду. Біґлі допомагає леді Гаммонд захопити території Арлеону, але Сесілія страчує його друга Шовкопряда. Барійці захоплюють вісім світочів, Біґлі входить до одного та спрямовує на ворогів руйнівні чари. В результаті він гине, а світочі руйнуються.

## Розроблення
За період 2019—2021 рік шведська команда розробників Lavapotion отримала понад 20 тисяч запитів на долучення до закритого альфа-тестування. Команда продовжує працювати зі спільнотою на своєму сервері Discord і постійно викладає дописи про стан розроблення та рішення, впроваджені в гру. Спочатку планувалося, що гра випуститься наприкінці 2020 року, але, імовірно, через пандемію Covid-19, запуск перенесено на початок 2022 року. Наразі анонсовано розповсюдження гри в Steam, GOG.com і Epic Games Store.
Вихід у ранньому доступі відбувся 20 травня 2024 року. Гра одразу мала декілька мовних локалізацій, поміж яких і українська, створена UnlocTeam.

## Сприйняття
Гра отримала звання «Найочікуваніша» в рубриці «Презентація ігор для ПК» під час E3 2021. Після виходу 20 травня 2024 року вона отримала середню оцінку на Metacritic 80 зі 100.
Сін Веґа на Rock Paper Shotgun описала Songs of Conquest як  барвисту гру з більшою стратегічною глибиною, ніж здається на перший погляд. Гра спонукає пробувати різні комбінації героїв, навичок, артефактів, чарів і військ. При цьому участь військ може бути незвичайно пасивною, щоб генерувати есенцію для героя. Критик похвалила, що кампанії зображають особисті конфлікти, використовуючи доволі знайомий фентезійний сетинг, але не впадаючи у банальність і показуючи цікаву мотивацію персонажів. Натхненність Heroes of Might and Magic очевидна, проте Songs of Conquest більш ніж просто займає своє належне місце під сонцем.
Згідно з The Gamer, Songs of Conquest нагадує своїм приємним дизайном Octopath і Fire Emblem. Вона не винаходить жанр заново, але робить достатньо, щоб стояти поруч із стратегічними гігантами. Гра легка для освоєння новачками, але й для досвідчених гравців пропонує гнучкість механік.
За перший тиждень після випуску продажі Songs of Conquest склали 500 тис. примірників.